# São Francisco da Serra
São Francisco da Serra ist eine Gemeinde an der Atlantikküste des Alentejo Litoral in Portugal. Sie ist Teil des Regierungsbezirks (concelho) von  Santiago do Cacém.

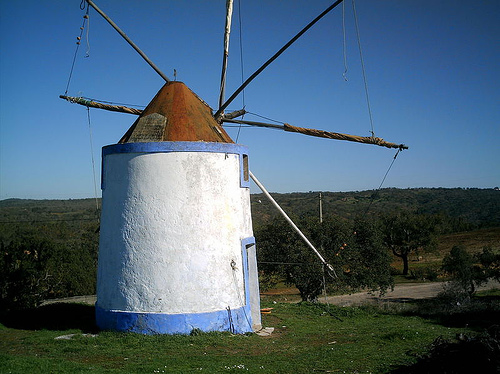
Typische Windmühlen im Gebiet von São Francisco da Serra

São Francisco da Serra besteht aus den Orten Cruz de João Mendes, Foros da Palhota, Roncão  und São Francisco da Serra. Die Gemeinde umfasst eine Gesamtfläche 51,4 km², mit einer Bevölkerung von 737 Einwohnern (Stand 19. April 2021). Es handelt sich um eine ländliche gebirgige Gegend inmitten einer touristisch kaum erschlossenen Küstenlandschaft. Neben einer Korkfabrik gibt es eine historische Kirche und einige alte Windmühlen in der Gemeinde.
Die Gründung der Gemeinde geht auf die mittelalterliche Periode des Ordens von Santiago zurück.  Die ersten menschlichen Ansiedlungen bestehen bereits seit der Bronzezeit in der die Kelten und Phönizier diesen Landstrich besiedelten. Dies bezeugen zahlreiche Ausgrabungen und Funde, die im staatlichen Museum von Santiago do Cacém zu sehen sind.
António Chainho wurde hier geboren, ein bekannter Komponist und Meister der Portugiesischen Gitarre.